# Агдамская мечеть
Агдамская мечеть (азерб. Ağdam məscidi) — мечеть в городе Агдаме.

## История

### Строительство
Мечеть построена зодчим Кербалаи Сефи-ханом Карабаги в 1868-1870 годах. Она имеет присущую мечетям карабахского региона организацию внутреннего пространства — членение каменными колоннами на двухэтажные галереи и использование купольного перекрытия. В таком стиле построены также мечеть в городе Барда (1860 г.), мечети Ашагы (1874—1875 гг.) и Джума (1768 г.), мечеть Говхараги в Шуше, мечети в городе Физули (1889 г.) и в селении Горадиз.

### Первая карабахская война

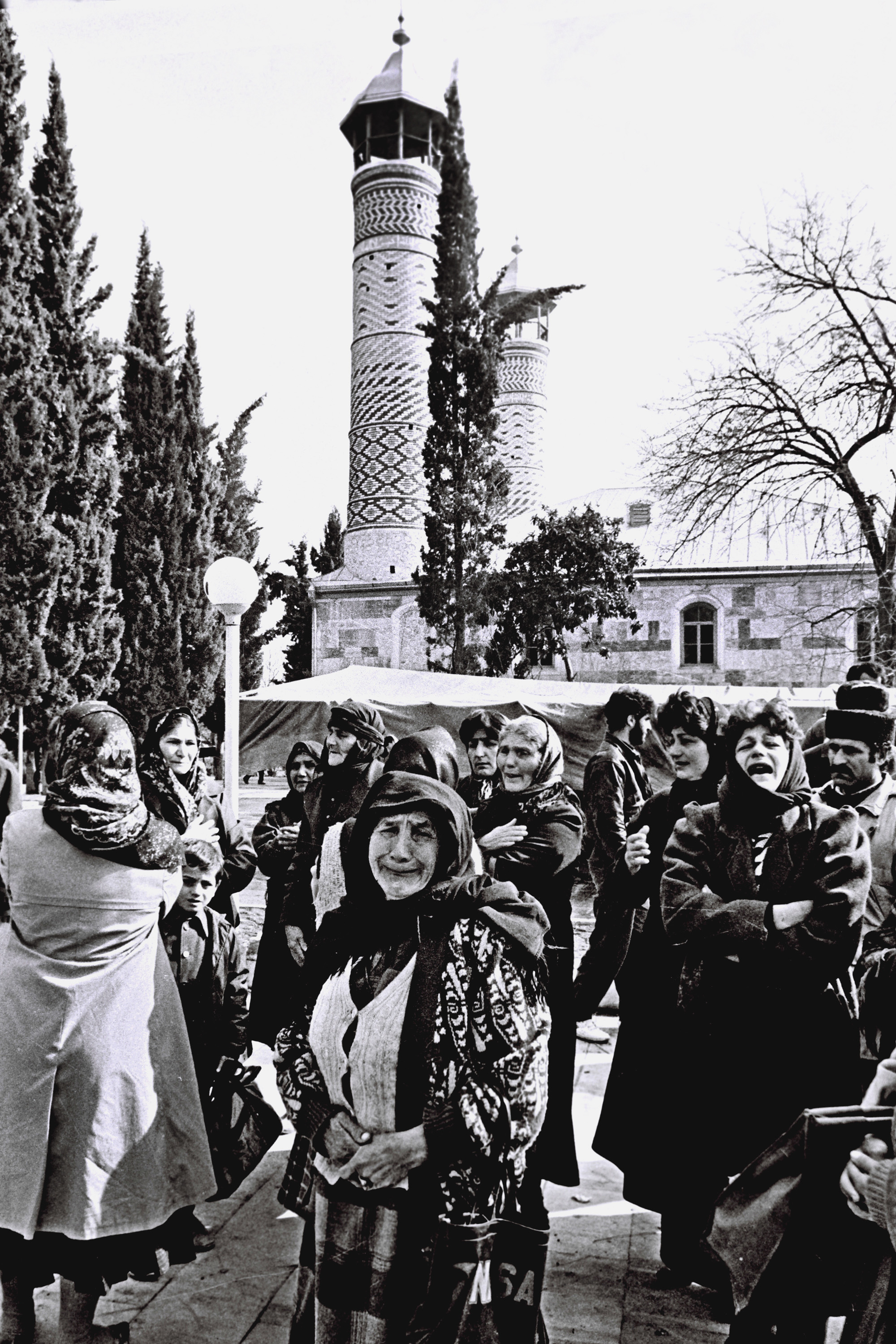
Женщины оплакивают жертв Ходжалинской резни у Агдамской мечети. Февраль 1992 года

После взятия армянами Ходжалы 29 февраля 1992 года в Агдам было доставлено 200 тел, которых сначала разместили в мечети. Директор мечети Сейид Садыгов сообщал, что в мечеть было доставлено 477 трупов.

### Под контролем НКР
В ходе Первой карабахской войны город Агдам перешёл под контроль армянских сил. После захвата, как сообщают очевидцы, город подвергся разграблению, разрушению и пожарам. Среди городских строений здание мечети является единственным уцелевшим зданием Агдама.
Вот как описывает мечеть Андрей Галафеев, побывавший там 7 сентября 2007 года:

Прежде чем посетить мечеть нам пришлось опять показывать документы военным, которые были очень любезны и даже настаивали на военном сопровождении для нас. Заверив людей в форме, что справимся самостоятельно, мы поехали осматривать мечеть. К счастью военные разрешили делать фотоснимки, но только мечети и ничего более. Поэтому никакой военной техники, казарм и прочих объектов я не снимал.
Сама мечеть нам понравилась. Два красивых минарета, на один из которых мы аккуратно, по крутой, винтовой лестнице залезли и сфоткали соседний, второй минарет. Пол в самой мечети целиком загажен навозом крупнорогатого скота, который слоняется в дневное время по руинам Агдама.

По словам начальника Управления по туризму при правительстве непризнанной Нагорно-Карабахской Республики Сергея Шахвердяна, в 2009 году на средства государственного бюджета НКР были проведены работы по очистке мечети и ограждении её территории.
Будучи под армянским контролем, мечеть в течение многих лет использовалась в качестве стойла для крупного рогатого скота и свиней, что глубоко гневило азербайджанцев. Со временем мечеть обветшала, её отслаивающиеся стены покрыли различные нацарапанные надписи. В таком состоянии мечеть пребывала вплоть до возврата под контроль Азербайджана.

Агдамская мечеть под контролем НКР
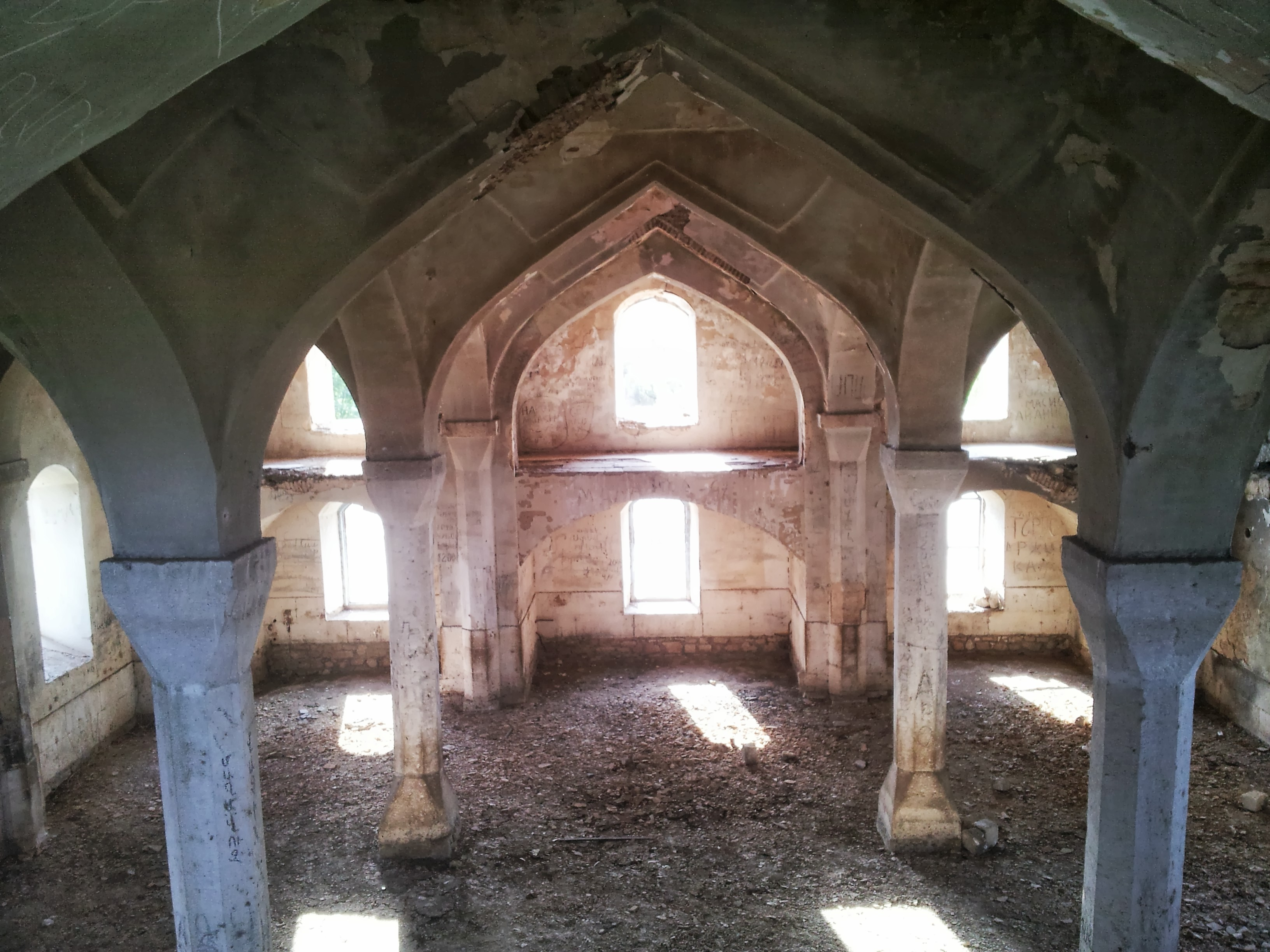
Интерьер мечеть в 2000 году
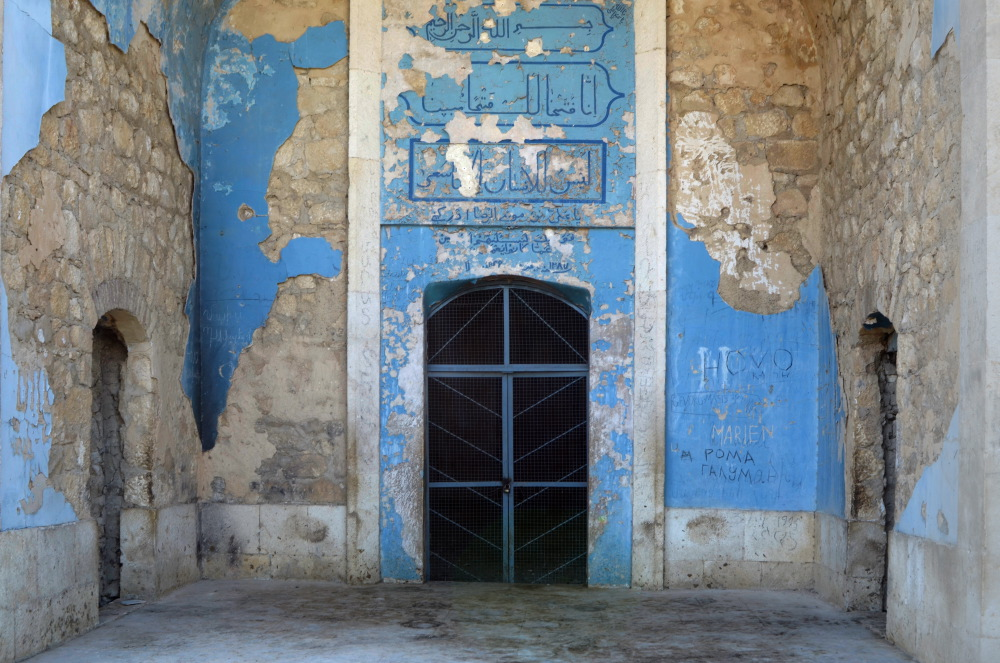
Вход в мечеть в 2013 году
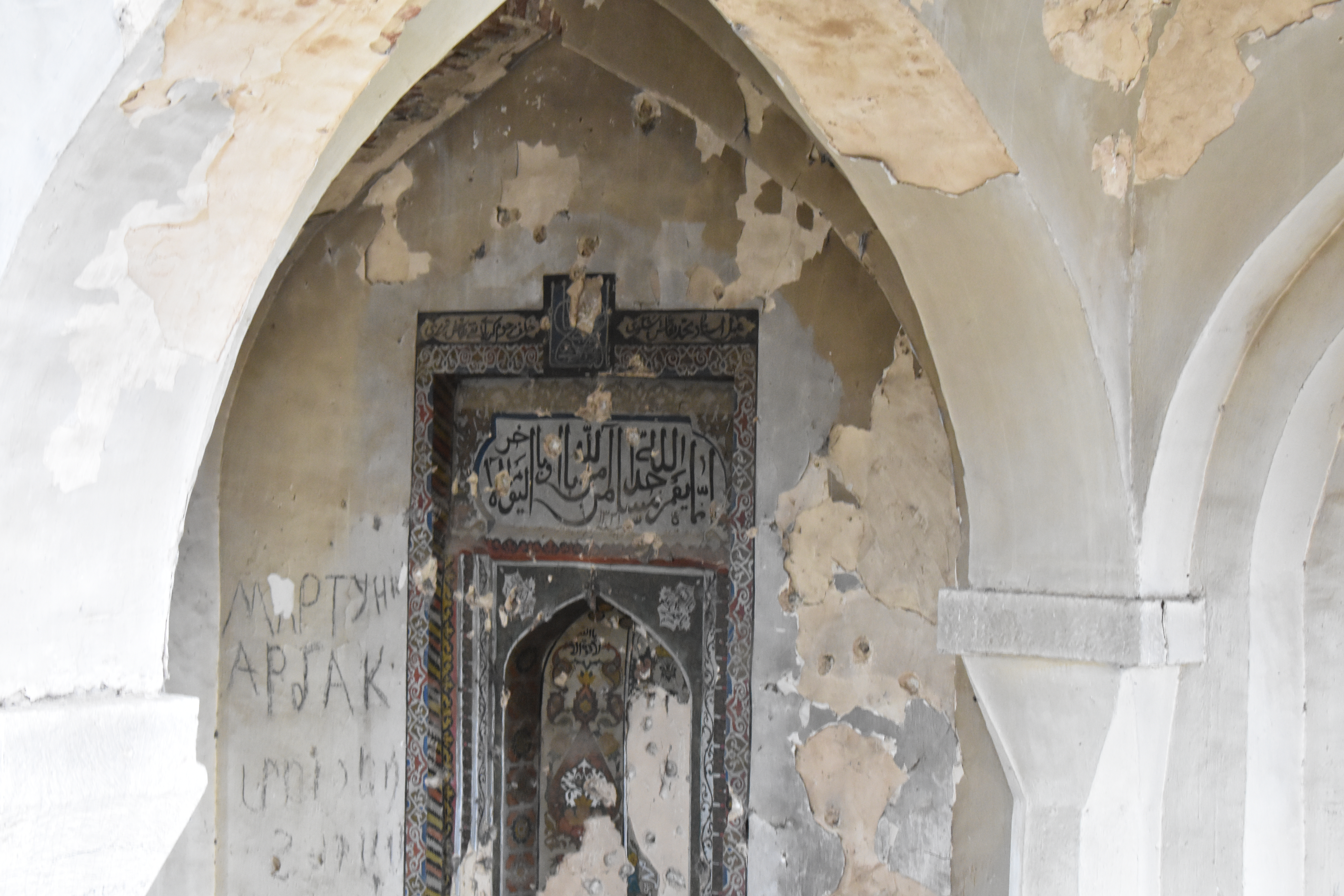
Михраб в 2018 году
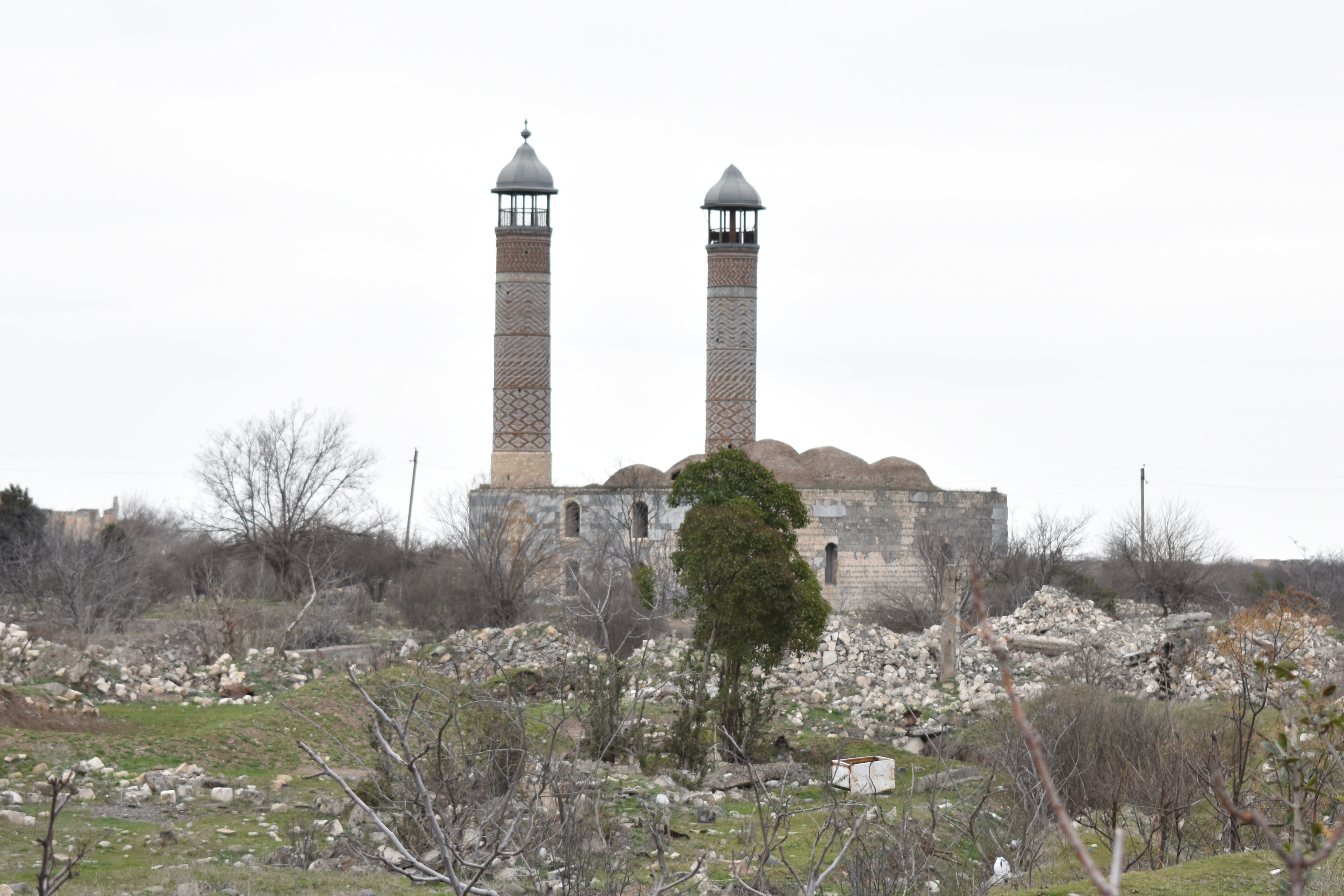
Общий вид и окружающий пейзаж в 2018 году

### После Второй карабахской войны

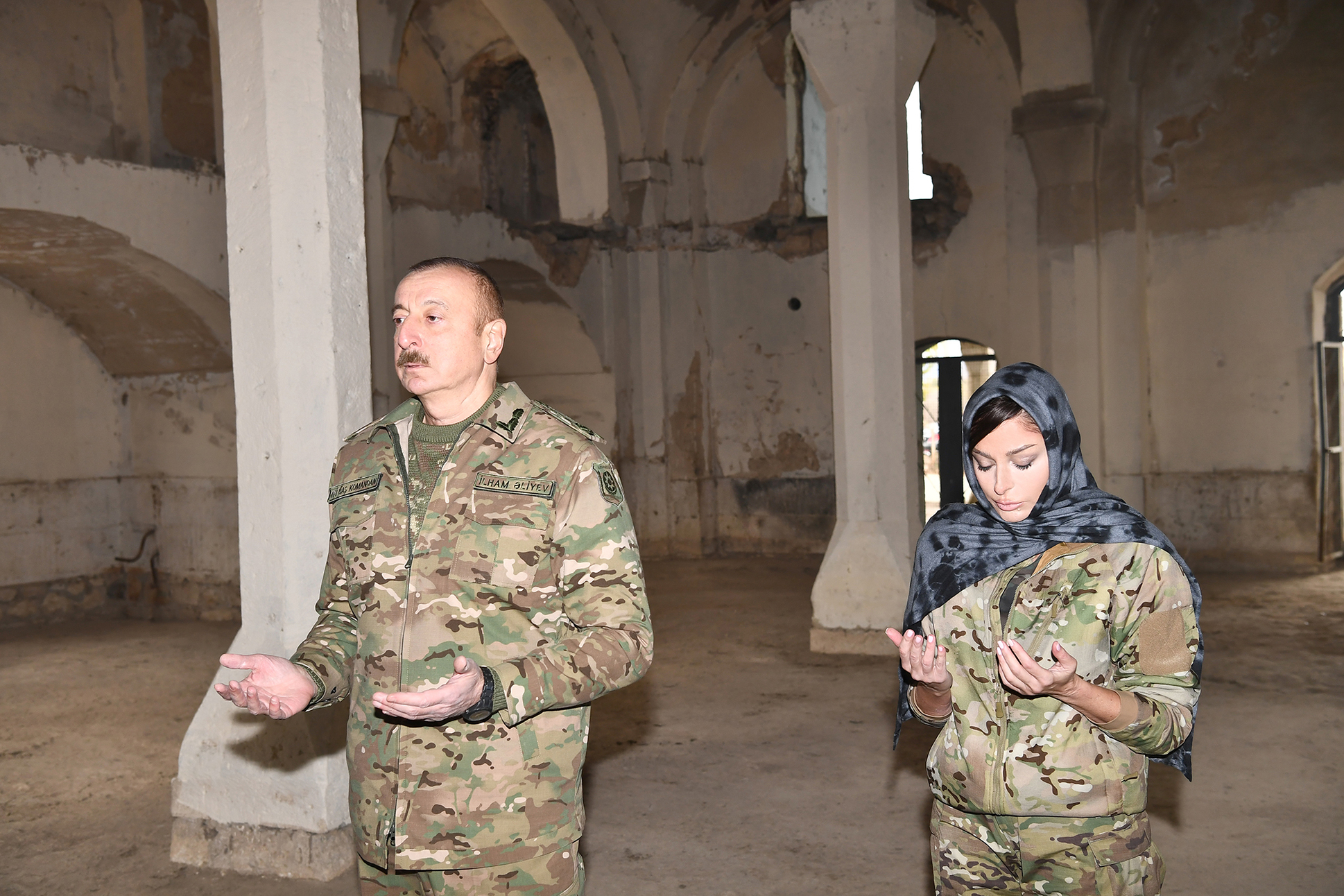
Президент Азербайджана Ильхам Алиев и первая леди Мехрибан Алиева во время молитвы в Агдамской мечети. 23 ноября 2020 года

В ходе Второй карабахской войны Азербайджанские ВС взяли под свой контроль значительные территории в Нагорном Карабахе, в том числе стратегически важный город Шуша. Военные действия прекратились в полночь 10 ноября 2020 года, через несколько часов после подписания главами Азербайджана, Армении и России заявления о прекращении огня в Нагорном Карабахе. Согласно одному из пунктов заявления, Армения возвращает Агдамский район Азербайджану до 20 ноября 2020 года.
20 ноября ВС Азербайджана вступили на территорию Агдамского района и президент Азербайджана Ильхам Алиев в прямом эфире объявил о полном переходе территории района и города Агдам под контроль Азербайджанской армии. В этот день мечеть стала заранее оговоренным место встречи российских миротворцев и азербайджанских военных, которые обсудили план перехода района под контроль Азербайджана. Позже азербайджанские военные расстелили у входа в мечеть ковёр, с минарета мечети мулла прочитал азан (первый за 27 лет), после чего военные и гражданские по очереди стали совершать в мечети намаз.
А уже 23 ноября президент Азербайджана Ильхам Алиев и первая леди Мехрибан Алиева посетили город Агдам и Джума мечеть. Алиев также подарил мечети привезённый из Мекки Коран.
В соответствии с поручением Фонда Гейдара Алиева глава австрийской компании Atelier Erich Pummer GesmbH архитектор Эрих Пуммер посетил Агдамскую мечеть, изучил и оценил её текущее состояние.

## В филателии

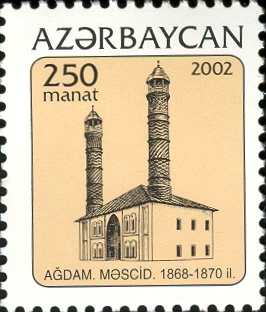
Марка Азербайджана с изображением мечети, 2002
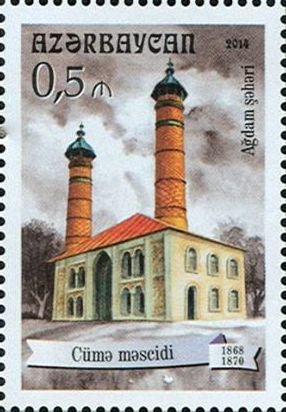
Марка Азербайджана с изображением мечети, 2014